# Cajetan Schweitzer

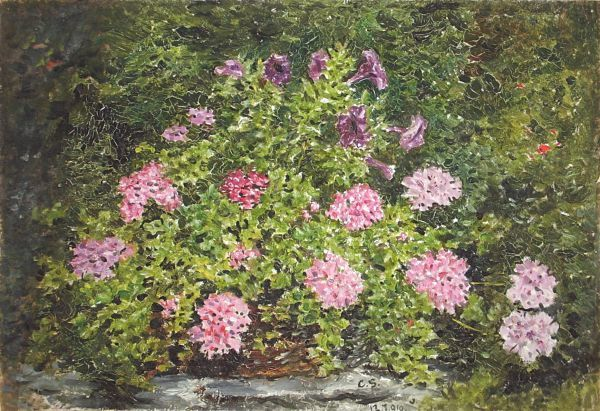
Pflanzenbusch

Cajetan Schweitzer (* 4. Juni 1844 in München; † 18. Oktober 1913 ebenda) war ein deutscher Historienmaler, Zeichner, Illustrator und Aquarellist.
Cajetan Schweitzer wurde 1844 in München als Sohn eines Hofmusikers geboren. Er studierte seit dem 27. April 1861 an der Königlichen Akademie der Künste in München bei Moritz von Schwind, Friedrich Voltz und Wilhelm von Kaulbach. Danach war er als freischaffender Künstler in München tätig.
Schweitzer unternahm Studienreisen nach Bayern, Thüringen und Sachsen. 1869 war er in Leipzig tätig.
Schweitzers Söhne Alfred und Reinhold waren ebenfalls Maler.